# Giovanni Giacomo Monti
Giovanni Giacomo Monti (1620 – 1692) è stato un architetto, scenografo e pittore italiano del periodo barocco.

## Biografia
Fu allievo di Agostino Mitelli, il principale esponente della corrente pittorica della quadratura. Monti fu collega di Baldassare Bianchi, cognato di Mitelli. Questa parentela si trasformò in collaborazione nel lavoro specialmente a Mantova, dove entrambi furono al servizio della corte dei Gonzaga.
Lo scalone barocco a due rampre simmetriche e la loggia che dà sul cortile del Palazzo Marescotti Brazzetti sono opera di Giovanni Giacomo Monti.
Loro collaboratori per le figure di secondo piano furono Giovanni Battista Caccioli di Budrio, allievo di Domenico Maria Canuti e seguace di Carlo Cignani.